# Adetus angustus
Adetus angustus là một loài bọ cánh cứng trong họ Cerambycidae.